# Chun In-soo
Chun In-soo   () és un arquer sud-coreà, ja retirat, guanyador d'una medalla olímpica.
El 1984 va prendre part en els Jocs Olímpics d'Estiu de Los Angeles, on fou vint-i-dosè en la competició individual del programa de tir amb arc. Quatre anys més tard, als Jocs de Seül, disputà dues proves del programa de tir amb arc. En la competició per equips, junt a Lee Han-Sup i Park Sung-Soo, guanyà la medalla d'or, mentre en la competició individual fou quart.
En el seu palmarès també destaquen tres medalles en el Campionat del Món, dues d'or i una de bronze, així com quatre medalles en els Jocs Asiàtics, una d'or i tres de bronze.